# DZPJ „Nowar” w Nowej Rudzie
Dolnośląskie Zakłady Przemysłu Jedwabniczego „Nowar” – wybudowane w 1884 r. w Nowej Rudzie.

## Historia
Tradycje włókiennicze w Nowej Rudzie sięgają XV wieku. W 1416 r. cechowi sukienników nadano statut. Na początku XIX wieku w mieście było 500 mistrzów sukienniczych. Nowy przemysłowiec Wilhelm Jordan w 1857 r. nabył zakład w Drogosławiu, w którym wprowadził tkalnie mechaniczne. Z kolei Hermann Pollack wybudował w 1884 r. w Nowej Rudzie fabrykę na 300 krosien. 
Po 1945 r. z fabryk Jordana i Pollacka utworzono Dolnośląskie Zakłady Przemysłu Jedwabniczego w Nowej Rudzie (później; ZPJ „Nowar”), produkujące tkaniny z jedwabiu sztucznego. Obecnie budynek biurowy został przerobiony na mieszkania, w budynkach przemysłowych mieści się Nowar Centrum Sportu i Rozrywki, natomiast w byłej portierni jest sklep z oknami.